# Rockdale (Illinois)
Rockdale è un villaggio degli Stati Uniti d'America, situato nello Stato dell'Illinois, nella contea di Will.